# Bebeto Galvão
Adalberto Souza Galvão (Uruçuca, 9 de junho de 1962) é um político brasileiro filiado ao Partido Socialista Brasileiro (PSB) e atual vice-prefeito de Ilhéus.

## Biografia
Nasceu no Rancho Cacau, em Uruçuca, mas cresceu  na cidade de Ilhéus. Começou a trabalhar muito jovem nas indústrias de beneficiamento de cacau e conciliando estudos e trabalho, ingressou no curso de História na Universidade Estadual de Santo Cruz (Uesc).
Sua vida pública iniciou ainda como estudante, sendo líder estudantil na década de 1980 e ingressou no movimento trabalhista, organizando o sindicato de trabalhadores. Em 1992, foi eleito o vereador mais jovem da cidade de Ilhéus e mais tarde, foi assessor de relações Institucionais do Governo Municipal.
Assumiu, como suplente, o mandato de Deputado Federal pela Bahia, na legislatura 2011-2015, e nas eleições de 2014, foi reeleito (por quociente partidário), para o mesmo cargo, pelo Partido Socialista Brasileiro.
Também é presidente do Sintepav Bahia, secretário de Políticas Raciais Étnicas da Força Sindical e vice-presidente Regional da ICM para América Latina e Caribe.
Em 17 de abril de 2016, Bebeto votou contra a abertura do processo de impeachment de Dilma Rousseff.
Em 6 de outubro de 2016, Bebeto votou a favor da abertura da exploração do pré-sal, acabando com o monopólio estatal da Petrobrás.
Em 10 de outubro de 2016, Bebeto votou a favor da PEC 241. O projeto cria um teto de despesas primárias federais reajustado pelo Índice Nacional de Preços ao Consumidor Amplo (IPCA).
Em abril de 2017 votou contra a Reforma Trabalhista. Em agosto de 2017 votou a favor do processo em que se pedia abertura de investigação do então Presidente Michel Temer.
Nas Eleições estaduais na Bahia em 2018, tornou-se primeiro suplente do senador eleito Jaques Wagner.